# Port de mer avec villa Médicis
Port de mer avec villa Médicis (en italien : Porto con Villa Medici) est une œuvre du peintre français Claude Gellée, dit Le Lorrain, considéré comme un maître du paysage « idéal ». Datée de 1637, elle est conservée au musée des Offices de Florence. 

## Historique de l'œuvre
À la mort du cardinal Léopold de Médicis, en 1675, ce tableau (signé « ROMAE 1637 CLA(…) » et daté de 1637) est passé dans les collections du Palais Pitti et, en 1773, est arrivé à la galerie des Offices. La peinture, comme documentée par Le Lorrain lui-même, dans un dessin du Liber Veritatis (Livre de la Vérité, dont le feuillet est aujourd'hui conservé au British Museum), a été à l'origine réalisée pour le cardinal Carlo de' Medici.
Claude Lorrain a créé son Liber Veritatis, album avec 195 de ses dessins, exécutés à partir de ses tableaux, réalisés depuis 1639. L'artiste a voulu ainsi protéger ses œuvres, devenues sujettes à imitations. Le Liber Veritatis a ensuite été démembré, et les feuilles dispersées, mais le British Museum en possède la quasi-totalité. La villa Médicis apparaît dans deux dessins et dans d'autres tableaux du Lorrain.

## Thématique

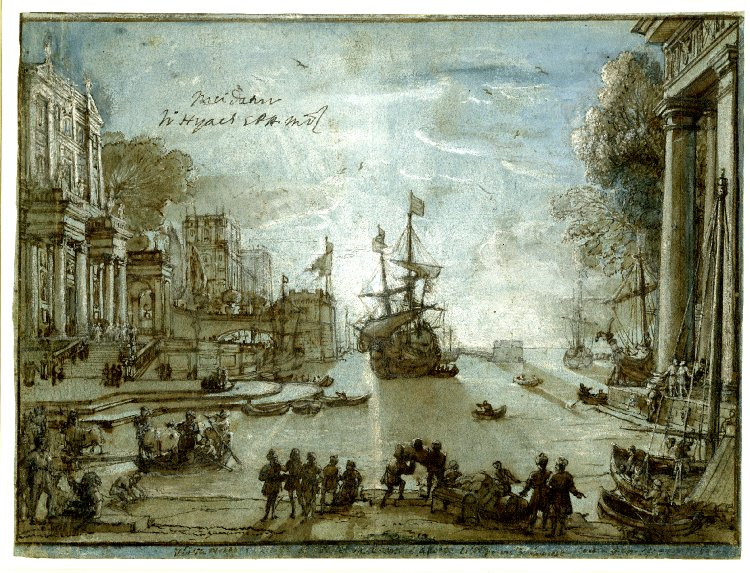
Feuillet du Liber Veritatis (musée du Louvre).

Le thème du « port de mer », est un des thèmes que Claude a le plus souvent traités, en particulier au cours de sa première période, entre 1630 et 1645. La mer y est en général encadrée d’un côté par des ruines ou une enfilade de palais à l’antique à la mode du capriccio, tandis, que de l’autre, figurent des navires, en contre-jour, à proximité du rivage représenté la plupart du temps par une bande de terre horizontale animée par des personnages de promeneurs, de matelots ou de portefaix.
La villa Médicis, à Rome, avait été acquise en 1576, encore en construction, par le cardinal Ferdinand de Médicis, qui l'a complété par Bartolomeo Ammannati. Les bas-reliefs et statues de l'époque romaine  avaient été insérés dans la façade du palais, comme dans un musée en plein air. Elle a été utilisée comme siège de l'ambassadeur du Grand-duché de Toscane auprès du pape, jusqu'à l'époque de Napoléon Ier, lorsqu'elle a été acquise par la France pour y installer, en 1803, l’Académie de France à Rome.

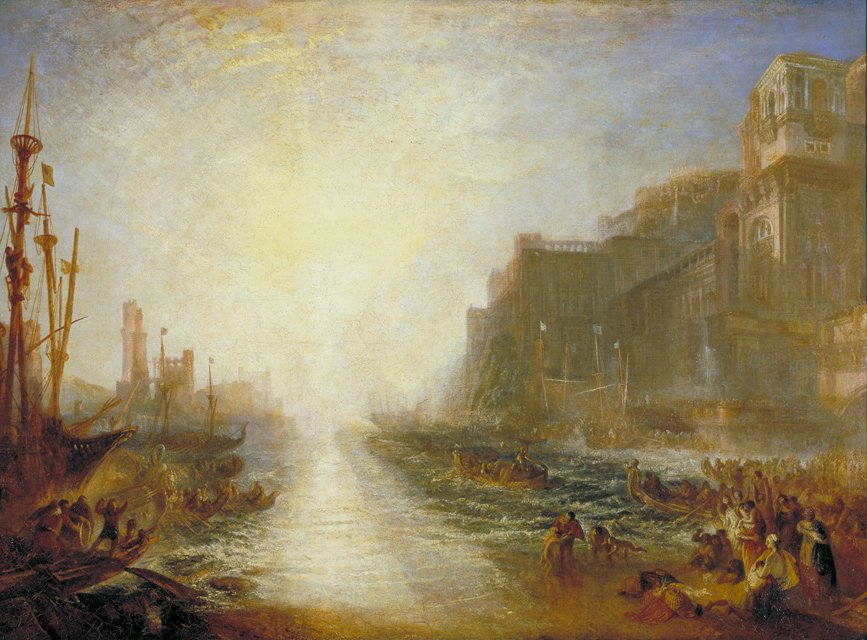
Tableau de Turner inspiré par Le Lorrain.

## Description
Plaçant en opposition la proue d'un navire à gauche avec sa mature atteignant le haut du tableau, et le fronton d'un édifice à droite masquant un arbre allant jusqu'au ciel, la scène se complète au premier plan d'un rivage marchand de port avec ses personnages éparpillés. Placée dans une perspective frontale au-delà d'autres embarcations et leurs mats, on découvre la villa Médicis (déplacée de son emplacement réel du mont Pincio à Rome) reconnaissable aux colonnes de son entrée  côté jardin et à ses deux tours étagées. Un phare se distingue dans l'axe du tableau fondu dans le coucher de soleil.
Turner reprendra (pour le présenter  en Italie en 1828) les lignes de forces de ce tableau et certains de ses éléments pour son Regulus à vocation plus mythologique que paysagère même fantasmée.

## Expositions notables
- Exposition du paysage, Paris, 1925[3]
- Exposition de l'art français 1200-1900, Londres, 1932[4]
- La Peinture française à Florence, Florence, 1945[5]
- L'idéal classique et la peinture de paysage, Bologne, 1962[6]
- La Peinture française dans les collections publiques de Florence, Florence, 1977[7]